# Microsorum steerei
Microsorum steerei är en stensöteväxtart som först beskrevs av Harr., och fick sitt nu gällande namn av Ren-Chang Ching. Microsorum steerei ingår i släktet Microsorum och familjen Polypodiaceae. Inga underarter finns listade.